# Populous (série de jogos eletrônicos)
Populous é uma série de jogos eletrônicos de estratégia em tempo real desenvolvida pela Bullfrog Productions, o primeiro jogo da série foi lançado em 1989 e o último em 2008.

## Jogos
| Título                                   | Ano  | Plataforma | Expansões                                                                |
| ---------------------------------------- | ---- | --- | ------------------------------------------------------------------------ |
| Populous                                 | 1989 | Amiga, Acorn Archimedes, Atari ST, FM Towns, MS-DOS, Game Boy, Mac OS, Master System, NEC PC-9801, PC Engine, Sega Genesis, X68000, SNES | Populous: The Promised Lands (1989), Populous: The Final Frontier (1989) |
| Populous II: Trials of the Olympian Gods | 1991 | Amiga, Atari ST, FM Towns, MS-DOS, Mac OS, Mega Drive, NEC PC-9801, Sharp X68000, SNES                                                   | Populous II: The Challenge Games (1992)                                  |
| Populous: The Beginning                  | 1998 | Microsoft Windows, PlayStation | Populous: The Beginning - Undiscovered Worlds (1999)                     |
| Populous DS                              | 2008 | Nintendo DS |                                                                          |